# Lis (wieś)
Lis (cyr. Лис) – wieś w Serbii, w okręgu morawickim, w gminie Lučani. W 2011 roku liczyła 211 mieszkańców.